# オイルショック
オイルショック、オイル・ショック（英語: Oil shock）とは、1970年代に2度発生した、原油の供給逼迫および原油価格の高騰に伴い、世界経済全体がきたした大きな混乱の総称である。石油危機（せきゆきき、英語: Oil crisis）または石油ショック、オイル危機とも称される。
1973年10月に第四次中東戦争を機に第1次オイルショックが始まり（1977年3月まで）、1978年1月にはイラン革命を機に第2次オイルショック（1983年3月まで）が始まった。
石油輸出国機構（以下OPEC）諸国の国際収支黒字は、1973年の時点では10億ドルであったが、1974年には約700億ドルに急増。一方、発展途上国向けの民間銀行貸し付け額は、1970年の30億ドルから1980年の250億ドルに跳ね上がった。
当時、世界各国はユーロ債市場から資金を調達した。経済協力開発機構（OECD）加盟国は長期の固定金利債を国債として起債することができたが、非産油途上国にはカントリーリスクがあるためにそうした手段がとれず、代わりに負担が大きい変動金利のシンジケートローンに頼った。

## 第1次

### 発生に至る情勢
1973年10月6日に第四次中東戦争が勃発。これを受け10月16日に、OPEC加盟産油国のうちペルシア湾岸の6カ国が、原油公示価格を1バレル3.01ドルから5.12ドルへ70 %引き上げることを発表した。翌日10月17日にはアラブ石油輸出国機構（以下OAPEC）が、原油生産の段階的削減（石油戦略）を決定した。またOPEC諸国は10月20日以降、イスラエルが占領地から撤退するまでイスラエル支持国（アメリカ合衆国やオランダなど）への経済制裁（石油禁輸）を相次いで決定した。さらに12月23日には、OPEC加盟のペルシア湾岸の産油6カ国が、1974年1月より原油価格を5.12ドルから11.65ドルへ引き上げると決定した。

### 発生前の状況と日本における対策

日本の公定歩合の推移。インフレ抑制のため1974年（昭和49年）頃と1980年代初頭は高い金利になっている。

石油価格の上昇は、エネルギー源を中東の石油に依存してきた先進国の経済を脅かした。
1960年代以降にエネルギー革命を迎え、エネルギー源を石油に置き換えていた日本は、ニクソン・ショック（ドル・ショック）から立ち直りかけていた景気を直撃。前年からの列島改造ブームによる地価急騰で急速なインフレーションが発生していたが、石油危機によって相次いだ便乗値上げなどによってさらに加速されることとなった。
当時の日本は中東の政治に深く関わってはおらず、イスラエルに対しては中立の立場で、直接支援したこともなかったが、最大のイスラエル支援国家であるアメリカ合衆国と強固な軍事同盟を結んでいたため、イスラエル支援国家とみなされる可能性が高く、田中角栄は副総理の三木武夫（当時）を急遽中東諸国に派遣して日本の立場を説明して、支援国家リストから外すように交渉する一方で、国民生活安定緊急措置法・石油需給適正化法を制定して事態の深刻化に対応した。

### 日本への影響

日本の実質GDP成長率の推移

日本の消費者物価指数（COICOP2018基準）。橙がエネルギー。

オイルショック前からニクソン・ショックによる円高不況で不況カルテルが沢山できていた。1973年（昭和48年）11月16日、石油緊急対策要綱を閣議決定、「総需要抑制策」が採られる。日本の消費は一層低迷し、大型公共事業が凍結・縮小された。
日本の消費者物価指数で1974年（昭和49年）は23 %上昇し、「狂乱物価」という造語まで生まれた。インフレーション抑制のために、公定歩合の引き上げが行われ、企業の設備投資を抑制する政策がとられた。結果、1974年は▲1.2 %という戦後初めてのマイナス成長を経験し、高度経済成長がここに終焉を迎えた。
「狂乱物価」について経済学者の小宮隆太郎は、日本銀行のオイルショック前の行き過ぎた金融政策とその後の引き締めの遅れが、企業・労働組合などを製品価格上昇・賃上げを走らせたとしている。
このような不況が、1975年以降に日本国債が大量に発行される契機となった。それはシンジケート団が引き受けきれないほどの規模となり、1977年に発行後1年以上経過した日本国債は市中売却が認められるようになった。ここに金利を市場の実勢値まで抑える財政上の必要が生じた。そこで1979年に譲渡性預金が導入され、家計の余剰資金を銀行が吸い上げるようになった。一方で1973年から早々に無担保転換社債を認めるなどの社債自由化が推進され、結果として国債の相対的な低リスクが演出された。もっとも、後年の国債残高推移、特に1995年から2005年までの増加率に比べれば、オイルショック当時の発行額はずっと小規模であった。

#### 公共事業（公共投資）
- 整備新幹線の建設が大幅に延期され、完成時には交通事情が大きく変化していた[注 1]。
- 本州四国連絡橋3ルートの着工延期の指示が下った。起工式5日前のことであった。その後計画された3ルートのうち、瀬戸大橋の1ルート3橋（瀬戸中央自動車道、大鳴門橋、大三島橋、因島大橋）のみ、着工が1975年（昭和50年）に決定[8]した。

#### 生産部門
- トイレットペーパーや洗剤など、原油価格と直接関係のない物資の買占め騒動（トイレットペーパー騒動・洗剤パニック[9]）
- 紙資源の不足から、週刊誌や漫画雑誌の頁数が軒並み削減され、小冊子程度の枚数となる。書籍では文字を小さくかつ頁内に多く収めるために行数が増やされるなどが行われたため、21世紀の書籍状況から考えると扱いにくい書籍が相次いで発刊され、漫画の単行本や小説の文庫本が書籍取扱の主力製品となっていた。

#### 燃料浪費の忌避
- 燃料高騰と騒音問題により、超音速輸送機の需要が激減、コンコルドに対しての発注取消が相次ぐ。
- 燃料高騰により、燃費のよくなかったロータリーエンジンの採用を多くの自動車メーカーが断念。また、当時ロータリーエンジンを実用化させ、搭載車を多数ラインナップしていたマツダには大打撃となり、これ以降はロータリーエンジン搭載車をスポーツカーに限るなど、減少させていった。
- 日本国有鉄道はガスタービン動車を試作し、試験を行ったが、燃費の悪さに加え騒音も大きかったことから実用化を断念（詳細は国鉄キハ391系気動車を参照）。諸外国でもフランス国鉄ではガスタービン動車がかなり普及しており、超高速列車TGVにも採用される予定であったが断念され、電気列車方式に変更された。
- 重油を莫大に使う石油火力発電所を見直し、石油備蓄設備建設を促し、エネルギー安全保障の観点から、原子力発電所整備を促した。
- 1960年代から1970年代初頭にかけて長距離カーフェリーや長距離バスが急速に発展したが、オイルショック後の燃料費高騰が影響して、路線廃止が相次いだ（東名急行バスなど）。

#### 節電の取り組み
通商産業省では行政指導などにより節電を呼びかけたが自主的な協力が進まなかったため、強制力を持つ電気使用制限等規則により以下のような制限をかけた。
- デパートのエスカレーター運転中止。
- ネオンサインの早期消灯。
- ガソリンスタンドの日曜日休業。
- 飲食店や映画館の営業時間短縮や深夜営業の中止。
- デパートやスーパーマーケット、地下街など商業施設の営業時間短縮。
- 鉄道事業者における最終列車の繰り上げなどの処置。
- 地下鉄事業者が駅の照明を間引き。
- プロ野球においても、照明の消費電力をセーブするために平日のナイターを19時前後開始から18時前後（遅くとも18時30分までに）開始に繰り上げてみたり、また週末・祝日は極力薄暮を含めたデーゲーム（夏季除く）で開催するようにしていた。
- トヨタ自動車や日産自動車、マツダなど、主要自動車メーカーが、一斉にモータースポーツから撤退した。
- テレビ深夜放送の休止。特にNHKは教育、総合ともに23時以降の放送休止。日中は、総合の場合、UHFテレビ試験放送を含め、月曜日から金曜日の15時 - 16時台前半、教育では14時30分 - 17時30分の内、1 - 3時間が休止となった。例外として、国会中継や高校野球中継は休止時間帯でも放送されていた。民放では、在京5社が1973年（昭和48年）12月14日に深夜放送の自粛を決定した。また、サンテレビジョン・岐阜放送テレビなど独立UHF放送局の一部では、放送開始時刻の大幅な繰り下げ措置や日中の放送休止時間（千葉テレビ放送、奈良テレビ放送など）がとられた。

#### 産業全体
- 競争力を失った「構造不況業種」を縮小させ、成長分野に資源を振り向ける「積極的調整政策」。素材産業の不振、加工組立産業の成長。
- 雇用調整（新規採用の停止、残業時間の短縮など）
- 優良企業の銀行離れが進む。間接金融から直接金融（株式や社債の発行など）、内部留保依存へ。
- 重厚長大型産業主体から軽薄短小型産業主体への移行。

#### その他
- 当時制作中（放映は、1974年4月から）だった『ウルトラマンレオ』も、石油危機による物価高騰などが制作体制を直撃し、番組は制作費の緊縮を余儀なくされる。ギャラの節約を狙ったレギュラーキャスト削減や、毎回の怪獣着ぐるみの製造費・防衛チーム基地のセット維持費などのカット[注 2] が断行され、番組は大幅な路線変更を強いられた。
- 石油危機期間中は、イスラエル支持国に対する経済制裁の影響も見られた。例として選抜高等学校野球大会では、表彰式の演奏曲「見よ、勇者は帰る」（ヘンデル作曲）の使用をやめ（全国高等学校野球選手権大会では引き続き使用）、大会オリジナルの「栄光」（永野慶作作曲）が採用された。「見よ、勇者は帰る」はアラブと敵対するユダヤ戦士を称える曲であったため、経済制裁を受ける恐れから、第46回選抜高等学校野球大会より採用された。石油危機鎮静化後は元に戻す予定だったものの、急ごしらえながら高い評価を得たため、それ以降も継続して使用されている。
- 日本の国産旅客機YS-11の生産中止は石油危機の影響だと一部で語られることがある。確かにYS-11の生産中止の時期は第1次石油危機に近い（1973年3月生産終了）が、1971年（昭和46年）の通商産業省航空機工業審議会答申による既定事項なので誤り（正確には約20機分の追加生産用の資材調達が中止になった）。
- 新しい資源供給地として日本でもアフリカが注目されたが、その後のアフリカ動乱の時代で一時的なものに終わる[11]。
- 石油危機は、日本人全体へエネルギーのみならず食料などの資源を海外からの輸入に依存することへの不信感を植え付け、特に食料自給率向上へと傾斜させる契機の一つとなったという指摘がある[12]。

## 第2次
1979年（昭和54年）1月にイラン革命が発生。イランでの石油生産が中断したため石油需給は逼迫した。さらにOPECが1月、4月、7月に段階的に原油価格を引き上げたことで、世界経済に影響を及ぼすこととなった。1978年（昭和53年）末にOPECが「翌1979年より原油価格を4段階に分けて計 14.5 %値上げする」ことを決定していたが、4段階目の値上げは総会で合意が形成できず、実際には3段階までであった。
1980年（昭和55年）から1981年（昭和56年）にかけて、OECD加盟国も非産油途上国もユーロ・シンジケートローンによる借入額を倍化させた。前者は411.6億USドルから973.7億USドルとなり、後者は281.6億USドルから409.3億USドルとなった（世界借入高は799.2から1459.1）。
しかし日本では、第1次オイルショックによる減量経営や省エネルギー対策などの浸透により、経済に対する影響は第1次石油危機ほど酷いものにはならなかった。深夜のテレビ番組放送の自粛や、第1次同様のガソリンスタンドの日曜祝日休業などが1983年（昭和58年）まで行われた。
小宮隆太郎は、第二次石油ショックの影響が軽微だったのは、日銀が過去を反省し、いち早く強い金融引き締めスタンスを採用した事にあり、それに応じて労働組合・企業も賃上げなどのコストプッシュの要因を抑えるべく、労使協調路線を採用した事で事態を乗り切ったためとしている。経済学者の伊藤修は「日銀の早急な金融引き締め、労使の賃上げ抑制、省資源・省エネルギーの進行、円高による輸入価格の抑制などが原因で、景気の落ち込みは軽微で済んだ」と指摘している。
値上げも第1次のときほど長引かず、イランも石油販売を再開し、数年後には価格下落に転じて危機を免れた。日本では第1次オイルショックによる不景気から立ち直る矢先の出来事だったが、円安による輸出増加もあり、一部の構造不況業種を除いて比較的早期に危機を切り抜けた。
一方で米国のインフレの亢進と長期金利の高騰にともなう金融市場の混乱が深刻さを増しており、石油危機を端緒とした世界同時不況は米国経済の復調を待つ1983年（昭和58年）ころまで長引いた。

## 影響
先進国の経済が中東の石油に極端に依存していることが明らかとなった。そのため、第四次中東戦争により、原油の輸出が停滞すると、国内では電力不足になり、電力を節約するため、大都市の街灯・ネオンサイン・東京タワーの消灯、エスカレーターやエレベーターの休止、高速道路での抑速運転、冷暖房の温度調節、テレビ放送の深夜番組の中止などが実施された。そのため、北海油田などが積極的に開発運営された。また、原子力や風力、太陽光など非石油エネルギーの活用の模索、また省エネルギー技術の研究開発への促進の契機ともなり、｢省エネ｣が流行語になった。石油の備蓄体制を強化することも行われた。また、モータリゼーションの進展により自動車の燃料消費が石油消費に高比率を占めていたことから、鉄道を始めとする公共交通機関を再評価する動きが出、貨物輸送ではモーダルシフトが進められた。
大和総研は「2度にわたるオイルショックは、日本経済に大きな影響を与えたが、日本企業がエネルギー効率を改善させる大きなきっかけとなった」と指摘している。合理化は資本の自由化に並行した。
フランス大統領ジスカールデスタンの発案により、1975年（昭和50年）に第1次石油危機以降の経済の回復を主たる議題として、先進国の首脳が一堂に会する主要国首脳会議（サミット）の第1回がフランスのランブイエで開催された。
インフレーション傾向を強めていた先進国経済は、石油危機によりスタグフレーションに突入。1971年（昭和46年）のニクソン・ショックも影響し、第二次世界大戦後の世界経済における成長体制は破壊した。工業化による投資で、対外債務を膨張させていた南アメリカやアフリカなどの開発途上国は、石油輸入コストの急上昇によりユーロ債（シンジケートローンの変動利付き債）への借換を余儀なくされた。
産輸国はオイルマネーを得て、国内福祉を充実させたり、強力なソブリン・ウエルス・ファンドを設立したりした。オイルマネーの出所はOTD金融が信用創造した預金通貨であり、このユーロダラーが輸入国発行のユーロ債となっていた。
OTD金融はシャドー・バンキング・システムが能動的に行ったものであった。しかしベン・バーナンキは、石油価格の高騰が財・サービスのコストを引き上げ、インフレを悪化させるのは事実であるが、それよりもアメリカ合衆国でインフレが深刻になったのは、家計・企業が連邦準備銀行の金融引き締めが十分ではないことを予想し、それが高いインフレ予想を招いたことであるとしている。バーナンキはその結果、賃金の引き上げ・製品価格の値上げが起きたとしている。この見解に沿ったレーガノミクスの高金利政策でシンジケートローンの償還が至難となり、債務危機に陥ったメキシコは1982年8月にデフォルトを宣言した。これ以後、ペルー、アルゼンチンなどのラテンアメリカ諸国も対外債務の利払いが困難な状態に陥っていることが次々と判明し、ブラジルも1987年2月にモラトリアム宣言するに至った。この累積債務問題によって著しく停滞したラテンアメリカの経済は「失われた80年代」と呼ばれ、債権者となっていた先進国の金融機関を始めとして、世界の金融市場にも大きな打撃を与えた。
|                  | 1973年 | 1974年 | 1975年 | 1976年 | 1977年 | 1978年 | 1979年 | 1980年 | 1981年 |
| ---------------- | ------ | ------ | ------ | ------ | ------ | ------ | ------ | ------ | ------ |
| OECD加盟国       | 123.6  | 182.9  | 62.2   | 99.0   | 130.4  | 304.1  | 290.7  | 411.6  | 973.7  |
| 非加盟産油国     | 21.0   | 6.9    | 24.7   | 24.7   | 46.2   | 86.9   | 87.7   | 68.4   | 57.4   |
| 非加盟途上国     | 52.7   | 75.2   | 87.8   | 119.0  | 132.7  | 231.8  | 360.0  | 281.6  | 409.3  |
| 東ヨーロッパ     | 5.9    | 8.3    | 19.5   | 17.3   | 14.1   | 28.7   | 37.2   | 26.7   | 15.1   |
| 南アや国際機関等 | 5.4    | 12.0   | 11.7   | 19.2   | 14.4   | 8.6    | 15.2   | 10.9   | 3.7    |
| 合計             | 208.6  | 285.4  | 205.8  | 279.2  | 337.8  | 660.0  | 790.8  | 799.2  | 1459.1 |

|                  | 1973年 | 1974年 | 1975年 | 1976年 | 1977年 | 1978年 | 1979年 | 1980年 | 1981年 |
| ---------------- | ------ | ------ | ------ | ------ | ------ | ------ | ------ | ------ | ------ |
| OECD加盟国       | 31.5   | 22.5   | 82.7   | 111.0  | 141.9  | 98.6   | 133.5  | 169.6  | 217.0  |
| 非加盟産油国     | 1.0    | -      | 0.5    | 1.5    | 3.7    | 11.6   | 3.3    | 1.3    | 0.7    |
| 非加盟途上国     | 3.7    | 0.9    | 1.8    | 9.3    | 21.6   | 18.8   | 15.5   | 10.2   | 21.5   |
| 東ヨーロッパ     | -      | 0.4    | 2.0    | 0.7    | 2.5    | 0.3    | 0.3    | 0.5    | -      |
| 南アや国際機関等 | 10.8   | 21.8   | 18.1   | 31.2   | 25.1   | 30.1   | 21.0   | 18.8   | 25.7   |
| 合計             | 47.0   | 45.1   | 105.2  | 153.7  | 194.8  | 159.4  | 173.5  | 200.5  | 264.9  |

## その他

### ミニオイルショック
1990年、イラクがクウェートに侵攻したことで経済制裁（国連決議661）を受け、イラクおよびイラク占領下のクウェートからの原油輸出が停止した。これにより原油価格が高騰したが、長続きはせず、1991年の湾岸戦争により紛争が一応の終結を見ると、速やかに以前の価格に戻った。
この原油価格高騰を、ミニオイルショックと呼ぶことがあり、第3次オイルショック（第3次石油危機）と呼ぶこともある。

### 資源バブルによるもの

「第3次石油危機」前後（1987年5月〜2011年11月）の原油価格の推移
実質（物価変動補正）
名目（当時の金額）

日本への影響はあまりなかったものの、2004年頃から2008年秋頃にかけ（ピークは2008年）、目立った供給減少を伴わない原油価格高騰が世界的に続いた（資源バブル）。2007年秋から顕著になり、2008年2月にはニューヨークの商業取引所の原油先物市場で100米ドル/バレルを突破。
ピーク時の価格は、第1次・第2次石油危機のピークに比し、名目で3倍を超え、実質でも上回っていた。ただし、第1次・第2次に比べ、価格の上昇速度は緩やかだった。
高騰の原因は、
1. 中国やインドなどBRICSと呼ばれる新興国の経済発展による原油需要の増加
2. 地政学的リスクを背景にした原油先物市場における思惑買い
3. 産油国の生産能力の停滞
4. 先物取引による投機資金の流入

が挙げられるが、その中で最も大きな理由と指摘されているのは、余剰マネーとしての投機的資金が原油の「現物」や「先物」を買い占めていることである。世界の金融市場から見ると原油の市場規模は相対的に小さいものであるが、そこに2007年9月からサブプライムローン問題に端を発した米国の不景気から投機的資金が原油市場に流れ込み、「先物」としての原油価格が急騰した。
当時、原油先物相場が史上最高値を更新し続けていたことなどによる原油価格高騰を受け、石油が関係している製品の値上げが相次ぎ、航空機では燃油サーチャージの導入で、さらなる原油価格高騰および値上げ幅の上昇を招いた。
その後、サブプライム問題が世界的な景気の後退を引き起こし、余剰マネー自体が乏しくなり、2008年9月下旬頃より僅か2カ月で、原油価格は半分程度まで大きく落ち込んだ。しかし暫くすると、原油価格は再びゆるやかに回復、2008年のピークには及ばないものの、高値が続いた。物価連動では金融危機後のピークの方が高値だったとする計算もある。
高値は2014年の暴落（逆オイルショック）まで続き、2015年の底値のあと少し回復したが、ピーク時の半値程度の60ドル前後にとどまっている。この（比較的）低値が維持されている要因は、50ドルを超えるとアメリカの休止海底油田が再開することと、新技術であるシェールガス革命が大きい。